# 中津川市立付知南小学校
中津川市立付知南小学校（なかつがわしりつ つけちみなみしょうがっこう）は、岐阜県中津川市付知町にある公立小学校。

## 通学区域
- 付知町の一部[1]
  - 7区（秋津・上広屋・中広屋・寺山・下広屋・中田）
  - 8区（若宮・野尻・稲荷・稲荷平）
  - 9区（広野・起）
  - 10区（白沢・安楽満）
  - 11区（松原・とやき・中野）

## 沿革
- 1972年（昭和47年） - 付知町教育委員会より「付知町教育施設総合整備構想」の要望書が出される。この中で町内の小学校の再編が提案される。
- 1982年（昭和57年）9月 - 町内の小学校を北と南の2校とし、規模や地理面から、北小学校を付知北小学校として存続。南小学校と東小学校を統合し、新たな小学校を設置することに決まる。
- 1984年（昭和59年）9月 - 付知町立付知南小学校として開校。
- 2005年（平成17年）2月13日 - 付知町が中津川市に編入される。同時に中津川市立付知南小学校に改称する。